# Nora Astorga
Nora Astorga (Managua, 1949 - 1988) va ser una política i diplomàtica nicaragüenca.
Va ser guerrillera en el Front Sud de la insurrecció sandinista contra la dictadura de la família Somoza. Després del triomf de la Front Sandinista d'Alliberament Nacional el 1979, exerceix com advocada, jutgessa, política i ambaixadora de Nicaragua davant dels Estats Units, i després les Nacions Unides. És la primera sandinista d'alt rang que mor de manera natural producte de càncer de mames i metàstasi pulmonar. El juliol del 1987 el govern revolucionari li atorga la màxima condecoració: l'Ordre Carlos Fonseca, de llavors ençà i fins avui és recordada com a heroïna de la guerra contra la dictadura militar.

## Biografia
Nora Astorga neix a Managua en el si d'una família classe mitjana de tradició catòlica i liberal, d'avi amb grau de general, i pare militar somozista. Va estudiar durant onze anys en un col·legi de monges teresianes a Managua, amb els qui des de petita donava catecisme en els barris marginals de Managua. És aquí on li «hi van anar naixent preguntes polítiques i socials i vaig començar a qüestionar el món en què vivia».
En acabar els estudis secundaris i després d'acusacions del seu pare sobre el caràcter «comunista» de les seves idees, s'involucra, en entrar a la Universitat Centreamericana (UCA) a estudiar la carrera de dret, en les primeres vagues i preses d'esglésies impulsades pel Front d'Estudiantí Revolucionari (FER). Als 16 anys s'integra el Partit Conservador, mateix que veu com una possibilitat de canvi. S'involucra en la campanya electoral de Fernando Agüero Rocha, però, després del pacte Agüero- Somoza es decep ràpidament dels partits polítics existents.
És enviada pel seu pare als Estats Units des de 1967 fins a 1969, on decideix estudiar medicina per creure-la «una de les professions que em podria donar la possibilitat de treballar per al canvi social».
En tornar a Nicaragua el 1969, després de decidir que la medicina no era una professió per a ella, encara que sense conèixer directament al Front Sandinista d'Alliberament Nacional, comença a mirar-ho com l'única opció veritable per al canvi social i l'enderrocament del règim somozista.
El 8 de març de 1978 a Nicaragua va ressonar el nom de Nora Astorga en participar en l'operatiu del "Perro". Quan Astorga era advocada i cap del personal d'una companyia constructora destacada en el país, el General somozista Reynaldo Pérez Vega, president de l'Estat Major de la Guàrdia Nacional, assetja i fustiga a Astorga amb intencions sexuals. En identificar Nora l'interès del "Perro" Pérez Vega, organitza un comando destinat al segrest del general per tal d'alliberar presos polítics. El comando no aconsegueix detenir a Pérez Vega, pel que cal executar-ho. Astorga passa a la clandestinitat en el Front Sud. Al maig de 1979 viatja a Costa Rica i torna el 19 de juliol del mateix any, dia del triomf de la Revolució Popular Sandinista.
A la primera etapa de la Revolució Sandinista va treballar en la fiscalia i va ser l'encarregada de jutjar els militars de la Guàrdia Nacional del règim somozista. Dels tribunals, va passar a treballar al Ministeri d'Afers Estrangers. Després va ser representant de Nicaragua davant les Nacions Unides, càrrec que va exercir durant dos anys.